# El diario de Ana Frank (ópera)
El diario de Ana Frank (título original en ruso, Дневник Анны Франк transliterado, Dievnik Ann Frank, Op. 60) es una ópera monólogo en dos actos, 21 escenas, con música y libreto en ruso de Grigori Frid, basado en el diario epónimo. El elenco que se precisa es soprano y orquesta de cámara. La ópera fue compuesta en 1968 y se estrenó con acompañamiento de piano en la Casa de los compositores de Toda la Unión en Moscú el 17 o el 18 de mayo de 1972. Hay una versión revisada del año 1999. Su naturaleza íntima y escala de orquesta de cámara implica que funciona bien en pequeños espacios y usando unas fuerzas reducidas. De hecho, Operabase incluye ésta como la obra lírica más frecuentemente representada de un compositor vivo en las cinco temporadas que van de 2005 a 2010. Aparece como la 12.ª en Rusia y la primera de Frid, con 20 representaciones en el período.

## Argumento
Una joven judía de 13 años, Ana Frank, se esconde con su familia en una casa en Ámsterdam desde julio de 1942 hasta su arresto en agosto de 1944. Describe a la gente que ella ve, sus diferentes estados de ánimo, y sus emociones en su diario, hablando de su placer ante un regalo de cumpleaños, de la vista del cielo azul desde su ventana o su naciente atracción por Peter, pero también su miedo y su soledad. Frid escribió su propio libreto para la obra, estructurando los textos originales para proporcionar un retrato rico y variado de Ana y de la gente que la rodea en 21 breves escenas. copihue
1. Preludio
2. Cumpleaños
3. Escuela
4. Conversación con el padre
5. Convocatoria de la Gestapo
6. El escondite / El campanario oeste
7. En la ventanita
8. Según me informaron
9. Desesperación
10. Memoria
11. Sueño
12. Interludio
13. Dúo del señor y la señora Van Daan
14. Ladrones
15. Recitativo
16. Pienso en Peter
17. En el frente ruso
18. Razzia
19. Soledad
20. Pasacalle
21. Final

## Clips
- Opera Theatre Company, Dublín 2010. Escena 5: La Gestapo (1'29) Ani Maldjian; director: Andrew Synnott; puesta en escena: Annilese Miskimmon, Ingrid Craigie
- sireneOperntheater, Viena 2008. Escenas 15 y 16: Peter (4'32) Nina Plangg; director: Jury Everhartz; puesta en escena: Kristine Tornquist

## Discografía
- Grigori Frid: Das Tagebuch der Anne Frank / El diario de Ana Frank, Profil PH04044, Sandra Schwarzhaupt, soprano, Emsland Ensemble, Hans Erik Deckert, director